# Zuoying
Zuoying (chinesisch 左營區, Pinyin Zuǒyíng Qū, Pe̍h-ōe-jī Chó-iâⁿ Khu) ist ein Bezirk im Westen der taiwanischen Stadt Kaohsiung.

## Lage und Bedeutung
Der 19,39 km² große Bezirk grenzt im Norden und Osten an die Bezirke Nanzi und Renwu, die südlichen Nachbarbezirke heißen Gushan und Sanmin. Im Westen wird Zuoying durch die Taiwanstraße begrenzt. Im September 2013 hatte der Bezirk 195.389 Einwohner.
In Zuoying liegt der Bahnhof Xinzuoying, der südliche Endbahnhof der Taiwanischen Hochgeschwindigkeitsbahn. Zudem ist der Bezirk durch zwei Bahnhöfe an das Netz der Taiwanischen Eisenbahn angeschlossen. Das taiwanische Militär unterhält in Zuoying den größten Marinestützpunkt der Insel sowie einen Marineflieger-Stützpunkt.
Beliebte Ausflugsziele Zuoyings sind der von einer Vielzahl von Tempeln umsäumte Lotus-See sowie der durch Wanderwege erschlossene Berg Banpingshan. Zu weiteren Sehenswürdigkeiten zählen der Konfuziustempel von Kaohsiung und Reste der historischen Stadtmauer von (Alt-)Fengshan.

## Geschichte
Zuoying wurde in der zweiten Hälfte des 17. Jahrhunderts unter dem Namen Fengshan als Hafenfestung des Königreichs Tungning angelegt. Zur Unterscheidung von der später weiter östlich gegründeten Stadt Fengshan wird die Festung heute auch als "Alt-Fengshan" bezeichnet. Nach der Eroberung Taiwans durch die Qing-Dynastie wurde der Name in Zuoying ("Lager auf der linken Seite") geändert. Zuoying blieb auch während der japanischen Herrschaft über Taiwan ein bedeutender Marinestützpunkt und wurde 1940 in die Stadt Kaohsiung eingemeindet. Nach der Übergabe Taiwans an die Republik China legte die Regierung in Zuoying für Offiziere und ihre Familien eine aus einstöckigen Häusern bestehende Siedlung an, die sich teilweise bis heute erhalten hat und einen starken Kontrast zu den modernen Hochhaus-Vierteln der Stadt bildet.